# Zhu Rongji

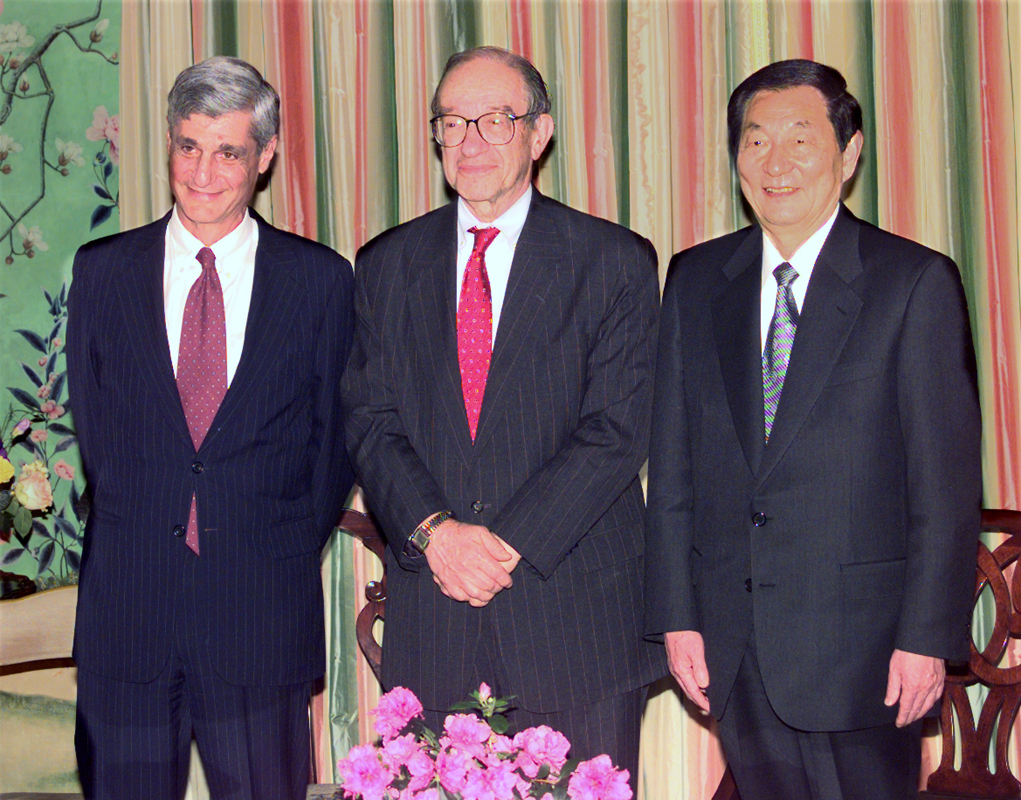
Spotkanie z 9 kwietnia 1999 roku w Chinach (od lewej Sekretarz Skarbu Stanów Zjednoczonych Robert Rubin, Alan Greenspan oraz Zhu Rongji)

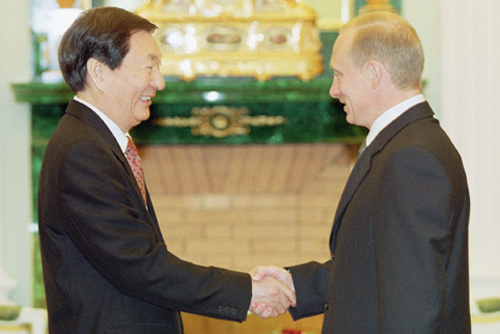
Spotkanie z 11 września 2001 roku na moskiewskim Kremlu (wraz z ówczesnym prezydentem Rosji Władimirem Putinem)

Zhu Rongji, chiń. 朱镕基 (ur. 23 października 1928 w Changsha, w prowincji Hunan) – polityk chiński, premier ChRL od marca 1998 do marca 2003.
Od 1949 członek Komunistycznej Partii Chin. W 1951 roku ukończył studia na Uniwersytecie Tsinghua w Pekinie. Następnie pracował jako nauczyciel w szkole dla robotników, do czasu aż w 1957 roku za krytykę polityki Mao Zedonga został usunięty z partii i skazany na 4 lata reedukacji poprzez pracę. Zrehabilitowany pracował w Komisji Planowania do 1969 roku, gdy po rozpoczęciu rewolucji kulturalnej za poparcie dla jugosłowiańskiego modelu socjalizmu został jako „rewizjonista” zesłany na wieś, gdzie pracował przy obsłudze chlewni i stołówki.
W 1975 roku powrócił do Pekinu, gdzie objął stanowisko zastępcy dyrektora biura i głównego inżyniera w przedsiębiorstwie należącym do Ministerstwa Przemysłu Naftowego. W tym okresie związał się ze środowiskiem Deng Xiaopinga. W latach 1975–1979 był dyrektorem w Państwowej Komisji Planowania, a w latach 1979–1982 dyrektorem Biura ds. Przekształceń Technologicznych.
W roku 1982 został wiceministrem w Państwowej Komisji Planowania, a w latach 1985–1987 sekretarzem Komitetu KPCh w Szanghaju, gdzie pracował wraz z Jiang Zeminem. Gdy podczas protestów na placu Tian’anmen w 1989 roku protesty studenckie wybuchły także w Szanghaju, Zhu i Jiang Zemin podjęli rozmowy z protestującymi i nie wprowadzili wojska do miasta.
W 1991 roku Zhu Rongji został wicepremierem Rady Państwa i członkiem Stałego Biura Politycznego KC KPCh. Opracował wówczas projekt reformy przedsiębiorstw państwowych, przedstawiony na XV Zjeździe KPCh we wrześniu 1997 roku.
W latach 1998–2003 sprawował funkcję premiera Chińskiej Republiki Ludowej.